# Benjamin Constant (Amazonas)
Benjamin Constant, amtlich Município de Benjamin Constant, ist eine Kleinstadt im Bundesstaat Amazonas (Brasilien). 2022 lebten 37.648 Personen in der heute 8695 km² (2017) großen Stadt. Sie ist 1118 km von der Hauptstadt Manaus entfernt.

## Geographie
Sie liegt an der Einmündung des Rio Javari in den Amazonas an der Grenze zu Peru. Die umliegenden Städte sind Tabatinga, São Paulo de Olivença, Ipixuna, Eirunepé, Jutaí und Atalaia do Norte sowie auf peruanischer Seite der Ort Islandia.

## Geschichte
Der Munizip wurde am 29. Januar 1898 durch das Gesetz Lei Estadual nº 191 errichtet. Benannt ist die Stadt nach dem brasilianischen Militär, Politiker und Ingenieur Benjamin Constant Botelho de Magalhães (1836–1891).
Es gibt keine Zoll- und Einwanderungseinrichtungen in der Stadt, derartige Formalitäten finden in Tabatinga an der gegenüberliegenden Seite des Amazonas statt.
Die Region ist traditionelles Siedlungsgebiet der Ticuna. In Benjamin Constant befindet sich das Museu Magüta, ein indigenes ethnographisches Museum über dieses Volk.

## Demografie

### Ethnische Zusammensetzung
Ethnische Gruppen nach der statistischen Einteilung des IBGE (Stand 2000 mit 23.219 Einwohnern, Stand 2010 mit 33.411 Einwohnern):
| Gruppe*     | Anteil 2000      | Anteil 2010          | Anmerkung                        |
| ----------- | ---------------- | -------------------- | -------------------------------- |
| Brancos     | 4.667 (20,10 %)  | ▼ 3.205 (9,59 % ▼)   | Weiße, Nachfahren von Europäern  |
| Pardos      | 13.334 (57,43 %) | ▲ 19.255 (57,53 % ▲) | Mischrassige, Mulatten, Mestizen |
| Pretos      | 618 (2,66 %)     | ▲ 996 (2,98 % ▲)     | Schwarze                         |
| Amarelos    | 609 (2,62 %)     | ▼ 209 (0,62 % ▼)     | Asiaten                          |
| Indígenas   | 3.701 (15,94 %)  | ▲ 9.746 (29,17 % ▲)  | indigene Bevölkerung             |
| ohne Angabe | 290              | –                    |                                  |

*) Anmerkung: Das IBGE verwendet für Volkszählungen ausschließlich diese fünf Gruppen. Es verzichtet bewusst auf Erläuterungen. Die Zugehörigkeit wird vom Einwohner selbst festgelegt.

## Verkehr
Benjamin Constant ist über eine Straße mit Atalaia do Norte verbunden, doch ansonsten nur per Boot (31 Stunden oder 7 Tage mit langsamen Booten von Manaus) erreichbar. Der Flughafen Tabatinga ist 17,8 km entfernt und wird in zwei Stunden per Boot erreicht.

## Persönlichkeiten
- Evangelista Alcimar Caldas Magalhães (1940–2021), römisch-katholischer Ordensgeistlicher, Bischof von Alto Solimões